# Slag bij Mirebeau
De Slag bij Mirebeau was een veldslag in 1202 tussen het koninkrijk Engeland en de alliantie van Bretagne en Lusignan. De Engelse koning Jan zonder Land wist te overwinnen en zijn belangrijkste tegenstanders gevangen te nemen.

## Aanloop

### Engelse successie
Na de dood van Richard I waren er twee kandidaten voor de Engelse troon: Richards neef Arthur I van Bretagne die de zoon was van Richards overleden broer Godfried II van Bretagne, en Richards broer Jan die jonger was dan Godfried. 
Op zijn sterfbed zou Richard zijn broer Jan hebben aangewezen als zijn troonopvolger, maar hier bestond geen duidelijkheid over. Jan wist de hulp te verkrijgen van het merendeel van de Normandische en Engelse edelen en werd gekroond tot koning van Engeland. Arthur werd in zijn claim bijgestaan door de edelen uit Anjou, Bretagne en Maine en verkreeg de steun van de Franse koning Filips II van Frankrijk. Na de troonsbestijging wist Jan zijn grenzen te versterken door een alliantie met Vlaanderen en Boulogne.

### Opstand van de Lusignans
Bij het verdrag van Le Goulet in 1200 erkende Filips II Jan als de rechtmatige koning van Engeland. De vrede hield maar twee jaar aan toen het huis Lusignan tegen zijn leenheer in opstand kwam wegens het huwelijk van Jan met Isabella van Angoulême. Zij was namelijk verloofd geweest met Hugo IX van Lusignan en doordat Jan de Lusignans niet schadeloos gesteld had, kwamen ze in opstand. Arthur maakte hier gebruik van en sloot een alliantie met de Lusignans.
Eleonora van Aquitanië leidde reeds een teruggetrokken bestaan in de abdij van Fontevraud, maar werd desalniettemin gezien als een belangrijke schakel in de Engelse politiek. Daarom besloot Arthur I om haar te ontvoeren. De koningin-moeder hoorde echter het nieuws en besloot daarop te vluchten naar Poitiers. Ze werd echter nabij Mirebeau bijgehaald door haar achtervolgers en zocht daar haar toevlucht tot het kasteel in de hoop dat haar zoon haar zou komen ontzetten.

## Slag
In 48 uur tijd wist Jan de afstand tussen Le Mans en Mirebeau te overbruggen en bij hun aankomst op 31 juli hadden de Bretonse en Franse troepen de ommuurde stad al ingenomen en probeerden ze het kasteel te bestormen. Ze hadden de aanval van Jan verwacht en hadden daarom de stadspoorten proberen te versperren met grote hopen zand. De Engelse troepen omsingelden het stadje en vielen bij dageraad naar binnen en ontstonden er straatgevechten in Mirebeau. De Engelse aanval werd geleid door Willem des Roches, de seneschalk van Anjou. De opstandelingen vluchten richting het kasteel waar ze werden verslagen.

## Nasleep
Jan was bij Mirebeau in staat gebleken om 152 ridders gevangen te nemen en onder hen bevonden zich ook Arthur I van Bretagne en Hugo X van Lusignan. Hiermee had hij een einde gemaakt aan de opstanden van de Lusignans en de Bretonnen. Arthur en Godfried van Lusignan werden in Falaise opgesloten en Hugo in Caen. Nog geen jaar later overleed Arthur onder mysterieuze omstandigheden.